# Micropterix minimella
Micropterix minimella (Heath, 1973) és una espècie d'arna de la família Micropterigidae. És una espècie endèmica de Mallorca. Té una envergadura de 3.8 mm pels mascles i de 3.6 mm les femelles.